# Cantone di Houeillès
Il Cantone di Houeillès era una divisione amministrativa dell'arrondissement di Nérac.
È stato soppresso a seguito della riforma complessiva dei cantoni del 2014, che è entrata in vigore con le elezioni dipartimentali del 2015.
Comprendeva i comuni di:
- Allons
- Boussès
- Durance
- Houeillès
- Pindères
- Pompogne
- Sauméjan